# Golfo de São Vicente
O Golfo de São Vicente é um golfo que localiza-se na Austrália meridional, e está entre a Península de York a Norte, e a Península de Fleurieu a Sul. O Golfo faz parte da Grande Baía da Austrália, e próximo a sudoeste está a Ilha do Canguru.
A capital da Austrália Meridional, a cidade de Adelaide, localiza-se às margens do golfo. 